# Erdrutsch von Falli-Hölli
Der Erdrutsch von Falli-Hölli ereignete sich von Mai bis August 1994 in der Gemeinde Plasselb im Kanton Freiburg in der Schweiz. Das Ereignis gilt als der grösste Erdrutsch in bewohntem Gebiet in Europa.

## Verlauf
In den 1980er-Jahren wurde südlich von Plasselb im Gebiet Falli-Hölli eine Feriensiedlung mit über 30 Ferienhäusern, einem Restaurant und einem Hotel gebaut. Im März 1994 entdeckten Arbeiter oberhalb von Falli-Hölli bei Bauarbeiten eine schmale Rutschzunge. Im April stellte der Besitzer eines Chalets in der Ferienhaussiedlung fest, dass die Mauern seines Hauses Risse bekommen hatten, bei einem anderen Chalet hatte sich das Fundament um mehrere Zentimeter gesenkt. Ausserdem zeigten sich an einigen Stellen meterlange tiefe Gräben.
Die Behörden vermuteten den erhöhten Niederschlag im Winter 1993/94 und im folgenden Frühjahr als Ursache und ordneten neben Entwässerung der Zone an, im Boden zehn Meter lange Pfähle zu setzen. Bei einer von drei Bohrungen wurden Gleithorizonte in 22 und 37 Metern Tiefe gefunden. Alle Massnahmen blieben wirkungslos, und der Rutsch dehnte sich in der Breite immer weiter aus. Er erstreckte sich schliesslich auf einer Länge von zwei Kilometern und einer Breite von 450 Metern.
Der eingerichtete Krisenstab verfügte erst ein Wohnverbot, dann ein Betretungsverbot und schliesslich die Evakuierung. Der Hang rutschte in der Folge von Mai bis August bis zu 6 Meter pro Tag und riss die Gebäude bis zu 200 Meter mit sich. Bis zu 10'000 Kubikmeter Schlamm, Gesteinsbrocken und Holz pro Tag wurden bewegt und blieben erst im Frühjahr 1995 zwei Kilometer weiter im Tal am Höllbach stehen.
Die Siedlung mit ihren 37 Häusern wurde komplett zerstört.

## Gedenken
Im Jahr 1996 wurde am ehemaligen Standort des Bergrestaurants ein Stück Mauer mit einer Gedenktafel aufgestellt.